# Château de Trousse-Barrière
Le château de Trousse-Barrière est un château français situé à Briare dans le département du Loiret et la région Centre-Val de Loire.

## Situation et accès
Le château est situé au 2 avenue Yver-Bapterosses dans la ville de Briare, elle-même au sud-est du département du Loiret. La parcelle sur laquelle se trouve l'édifice est adjacente à la ligne de Moret - Veneux-les-Sablons à Lyon-Perrache.
On compte plusieurs accès dont l'entrée principale devant et trois accès derrière.

## Histoire
Il y avait à l'origine une ancienne métairie acquise par Hugues Cosnier pour les besoins de la construction du canal de Briare.
Paul Yver, gendre de Jean-Félix Bapterosses, dirigeant des émaux de Briare et administrateur de la faïencerie de Gien fit construire ce château sur des terres acquises entre 1885 et 1890.
Aujourd'hui, il appartient à la ville de Briare qui l'utilise comme centre d'exposition et résidence d'artistes.

## Structure
Réalisé en briques et pierre de taille à l'instar de son « cousin » le château de Beauvoir, il est doté de deux tours rondes d'angle. La salle à manger est ornée d'un plafond à caisson style renaissance et on y trouve des vitraux peints par Henri Harpignies, familier de Jean-Félix Bapterosses ainsi qu'une peinture monumentale du même Harpignies, donnée à la Ville par la fille de M. Yver.

## Galerie

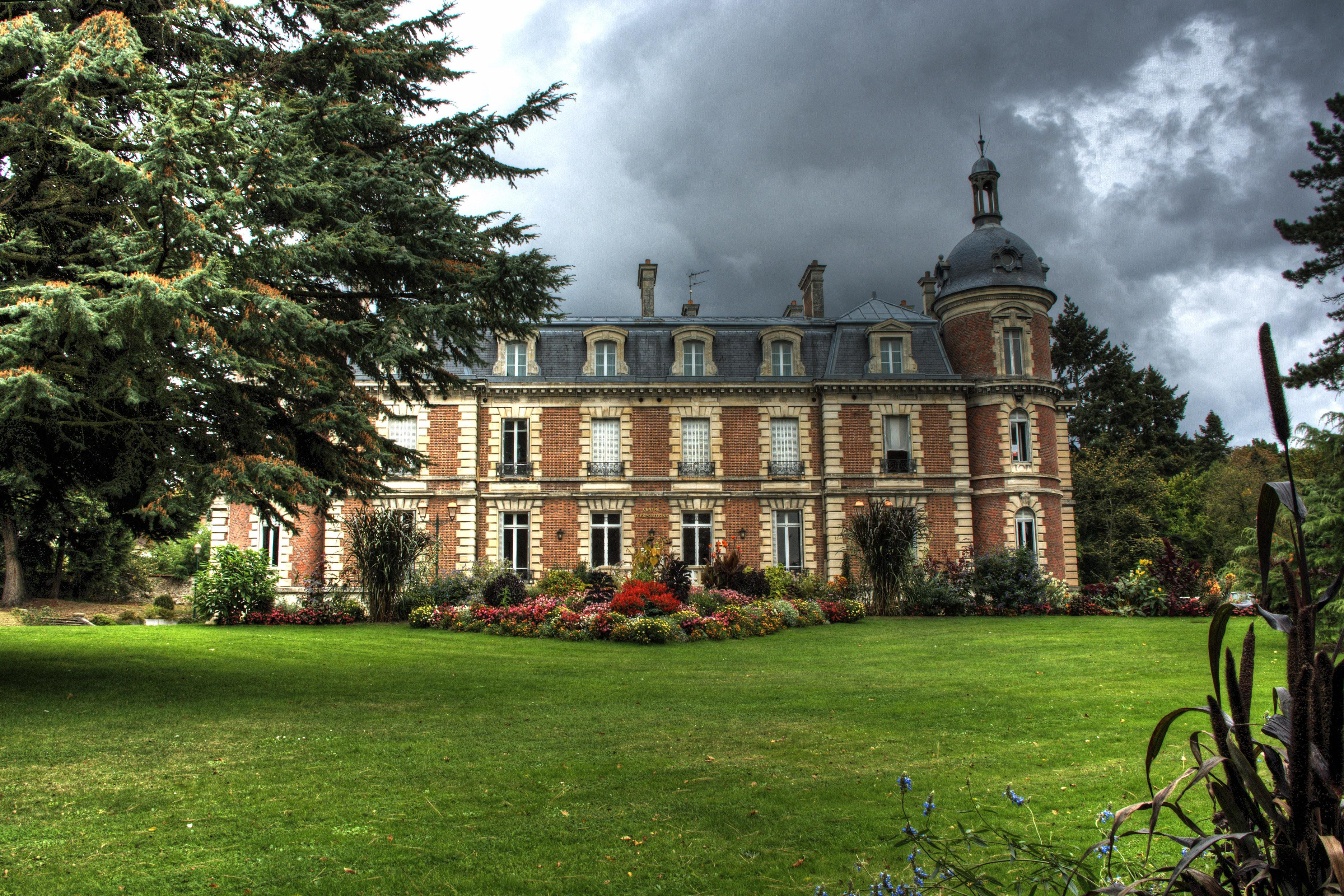
Façade du château de Trousse-Barrière
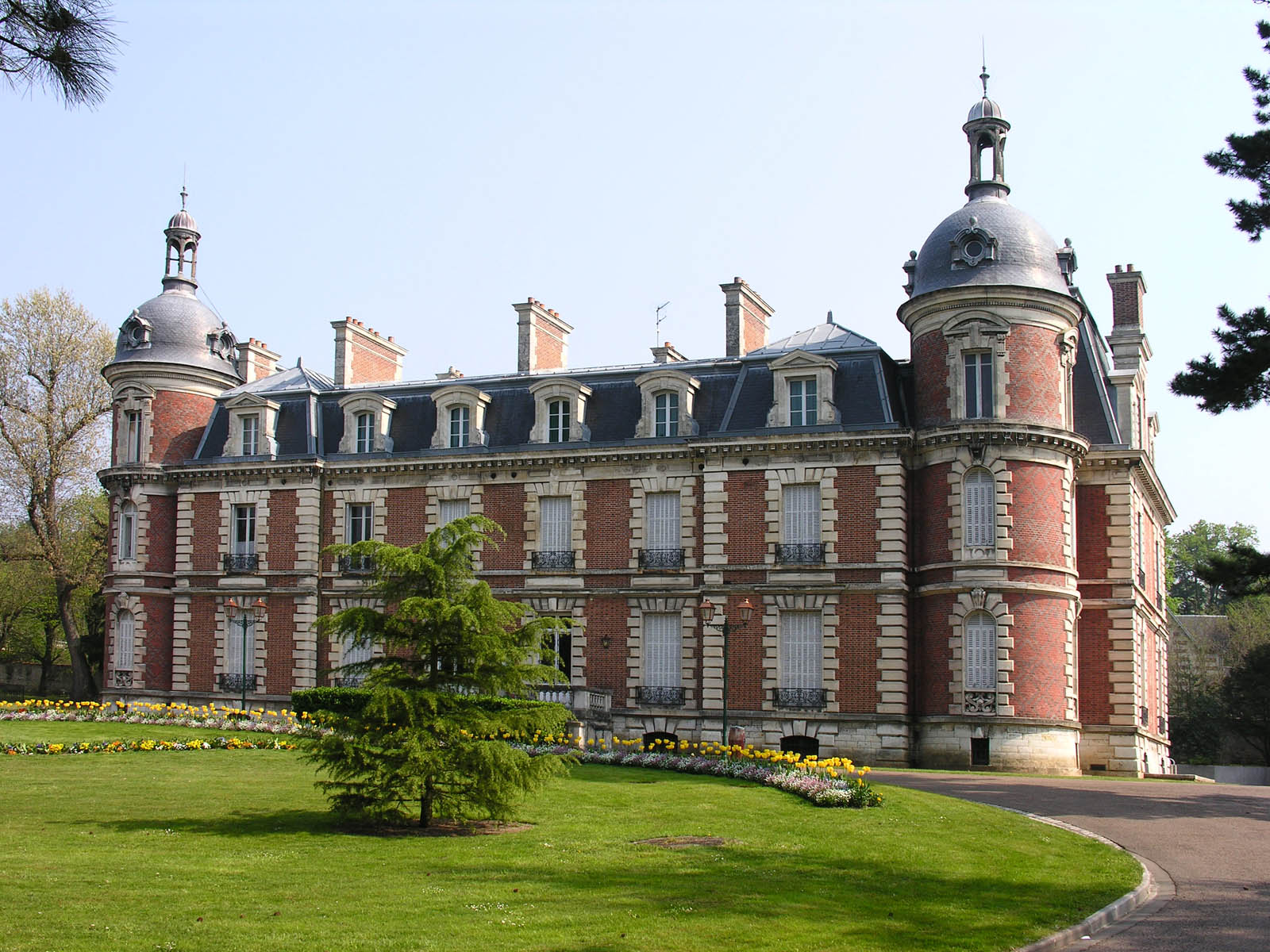
Château de Trousse-Barrière vu depuis le côté jardin